# Thai League 3 – 2025/26
Die Thai League 3 2025/26 (thailändisch ไทยลีก 3 ฤดูกาล 2568–69) wird die neunte Saison der dritten Liga Thailands. Organisiert wird die Liga vom thailändischen Fußballverband. Die Liga ist in sechs Regionen aufgeteilt. Die Liga wird aus Sponsorengründen auch BYD DOLPHIN League Three genannt. Sponsor der Thai League ist der chinesische
Automobilhersteller BYD.

## Northern Region

### Mannschaften
| Mannschaft                        | Standort      | Stadion                             | Kapazität |
| --------------------------------- | ------------- | ----------------------------------- | --------- |
| Chattrakan City FC                | Chat Trakan   | Pibulsongkram Rajabhat Stadium      | 3000      |
| Chiangmai FC                      | Chiangmai     | Chiangmai Municipality Stadium      | 5000      |
| Chiangrai City FC                 | Chiangrai     | Leo Stadium                         | 11.354    |
| Kamphaengphet FC                  | Kamphaengphet | Cha Kung Rao Stadium                | 2406      |
| Khelang United FC                 | Lampang       | Lampang Rajabhat University Stadium | 2000      |
| Maejo United FC                   | Chiangmai     | Inthanin Stadium                    | 3000      |
| Nakhon Sawan See Khwae City FC    | Nakhon Sawan  | Nakhon Sawan Sports School Stadium  | 8000      |
| Northern Nakhon Mae Sot United FC | Mae Sot       | Five Border Districts Stadium       | 2500      |
| Phitsanulok Unity FC              | Phitsanulok   | Phitsanulok PAO Stadium             | 3066      |
| TPF Uttaradit FC                  | Uttaradit     | Uttaradit Province Stadium          | 3245      |

## North/Eastern Region

### Mannschaften
| Mannschaft               | Standort          | Stadion                                                            | Kapazität |
| ------------------------ | ----------------- | ------------------------------------------------------------------ | --------- |
| Khon Kaen FC             | Khon Kaen         | Khon Kaen PAO Stadium                                              | 7000      |
| Muang Loei United FC     | Loei              | Lottery Plus Stadium                                               | 1000      |
| Rasisalai United FC      | Sisaket           | Sisaket Provincial Stadium                                         | 15.000    |
| Roi Et PB United FC      | Roi Et            | Roi Et Province Stadium                                            | 3000      |
| Suranaree Black Cat FC   | Nakhon Ratchasima | Suranaree Base Central Stadium                                     | 3000      |
| Surin City FC            | Surin             | Sri Narong Stadium                                                 | 11.000    |
| Surin Khong Chee Mool FC | Surin             | Isan-Stadion der Rajamangala University of Technology Surin-Campus | 3000      |
| Ubon Kruanapat FC        | Ubon Ratchathani  | Ubon Ratchathani Sports School Stadium                             | 2000      |
| Udon United FC           | Udon Thani        | Thai National Sports University Udon Thani Campus Stadium          | 3500      |
| Yasothon FC              | Yasothon          | Yasothon Province Stadium                                          | 5000      |

## Eastern Region

### Mannschaften
| Mannschaft             | Standort          | Stadion                                 | Kapazität |
| ---------------------- | ----------------- | --------------------------------------- | --------- |
| ACDC FC                | Sattahip          | Battleship Stadium                      | 2000      |
| Bankhai United FC      | Amphoe Ban Khai   | Wai Krong Stadium                       | 1362      |
| BFB Pattaya City       | Pattaya           | Si Racha Municipal Stadium              | 5000      |
| Chachoengsao Hi-Tek FC | Chachoengsao      | Chachoengsao Town Municipality Stadium  | 6000      |
| Kabin United FC        | Amphoe Kabin Buri | Nom-Klao-Maharaj-Stadion                | 3000      |
| Marines FC             | Sattahip          | Navy Stadium                            | 6000      |
| Navy FC                | Sattahip          | Navy Stadium                            | 6000      |
| Padriew City FC        | Chachoengsao      | Chachoengsao Provincial Central Stadium |           |
| Pluakdaeng United FC   | Rayong            | CK Stadium                              | 2000      |
| TOKO Customs United FC | Samut Prakan      | Lad Krabang 54 Stadium                  | 2000      |
| Warship United FC      | Sattahip          | Battleship Stadium                      | 2000      |

## Western Region

### Mannschaften
| Mannschaft              | Standort        | Stadion                                                     | Kapazität |
| ----------------------- | --------------- | ----------------------------------------------------------- | --------- |
| Assumption United FC    | Bangkok         | Assumption Thonburi School Stadium                          | 1000      |
| Hua Hin City FC         | Hua Hin         | Hua Hin Municipal Stadium                                   | 3000      |
| Hua Hin Maraleina FC    | Pathum Thani    | Valaya Alongkorn Rajabhat University Stadium                | 2000      |
| Nonthaburi United FC    | Nonthaburi      | Nonthaburi Province Stadium                                 | 10.000    |
| Raj-Pracha FC           | Bangkok         | NT Stadium                                                  | 5000      |
| Royal Thai Army FC      | Bangkok         | Nakhon Nayok Provincial Administrative Organization Stadium | 2406      |
| Samut Sakhon City FC    | Samut Sakhon    | Samut Sakhon Province Stadium                               | 3500      |
| Samut Songkhram City FC | Samut Songkhram | Samut Songkhram Stadium                                     | 6000      |
| Thap Luang United FC    | Nakhon Pathom   | Kasetsart University Kamphaeng Saen Campus Stadium          | 4000      |
| Thonburi United FC      | Nong Khaem      | Thonburi University Stadium                                 | 1500      |
| VRN Muangnont FC        | Ayutthaya       | Senabodee Stadium                                           | 2500      |

## Central Region

### Mannschaften
| Mannschaft                  | Standort     | Stadion                                                 | Kapazität |
| --------------------------- | ------------ | ------------------------------------------------------- | --------- |
| Angthong FC                 | Angthong     | Ang Thong Province Stadium                              | 6000      |
| Inter Bangkok FC            | Pathum Thani | Queen Sirikit 60th Anniversary Stadium                  | 5000      |
| Chamchuri United FC         | Bangkok      | Chulalongkorn University Stadium                        | 20.000    |
| Dome FC                     | Pathum Thani | Rajamangala University of Technology Thanyaburi Stadium | 2000      |
| Kasem Bundit University FC  | Bangkok      | Kasem-Bundit-University-Stadium, Rom Klao               | 2000      |
| Lopburi City FC             | Lopburi      | Phra Ramesuan Stadium                                   | 5334      |
| North Bangkok University FC | Pathum Thani | North Bangkok University FC Stadium (Rangsit)           | 3000      |
| Prime Bangkok FC            | Bangkok      | Ramkhamhaeng University Stadium                         | 6000      |
| Pathumthani University FC   | Ayutthaya    | Ratchakram Stadium                                      | 2000      |
| Royal Thai Air Force FC     | Bangkok      | Thupatemi Stadium                                       | 25.000    |

## Southern Region

### Mannschaften
| Mannschaft              | Standort        | Stadion                                          | Kapazität |
| ----------------------- | --------------- | ------------------------------------------------ | --------- |
| Krabi FC                | Krabi           | Krabi Provincial Stadium                         | 8000      |
| Muangtrang United FC    | Trang           | Trang Municipality Stadium                       | 4789      |
| Nara United FC          | Narathiwat      | Narathiwat PAO Stadium                           | 5000      |
| Pattani FC              | Pattani         | Pattani Province Stadium                         | 8000      |
| Phattalung FC           | Phatthalung     | Phatthalung Province Stadium                     | 4021      |
| Phuket Andaman FC       | Phuket          | Surakul Stadium                                  | 15.000    |
| PSU Surat Thani City FC | Amphoe Wiang Sa | Ban Song Municipality Stadium                    | 4000      |
| Ranong United FC        | Ranong          | Ranong Province Stadium                          | 1000      |
| Samui United FC (N)     | Ko Samui        | Ko Samui City Municipality International Stadium | 2000      |
| PT Satun FC             | Satun           | Satun PAO Stadium                                | 5000      |
| Songkhla FC             | Songkhla        | Tinsulanon Stadium                               | 20.000    |
| FC Yala                 | Yala            | Yala Municipality Stadium                        | 3000      |